# USS Siboney (CVE-112)
USS Siboney (CVE-112) là một tàu sân bay hộ tống lớp Commencement Bay được Hải quân Hoa Kỳ chế tạo trong Chiến tranh Thế giới thứ hai. Nó là chiếc tàu chiến duy nhất của Hải quân Mỹ được đặt theo thị trấn Siboney ở Cuba, nơi quân đội Hoa Kỳ đổ bộ trong cuộc Chiến tranh Tây Ban Nha-Hoa Kỳ. Hoàn tất khi Thế Chiến II ở vào giai đoạn kết thúc, con tàu chỉ hoạt động một ít lâu trong vai trò huấn luyện và vận chuyển, nhưng tiếp tục phục vụ sau đó trong Chiến tranh Lạnh cho đến khi xuất biên chế năm 1956. Đang khi trong thành phần dự bị, nó được xếp lại lớp như một tàu vận chuyển máy bay AKV-10 vào năm 1959, nhưng không bao giờ hoạt động trở lại và bị tháo dỡ năm 1969.

## Thiết kế và chế tạo
Siboney, với tên ban đầu là Frosty Bay, được đặt lườn tại xưởng tàu của hãng Todd Pacific Shipyards ở Tacoma, Washington vào ngày 1 tháng 4 năm 1944. Nó được đổi tên thành Siboney vào ngày 26 tháng 4 năm 1944 trước khi được hạ thủy vào ngày 9 tháng 11 năm 1944; được đỡ đầu bởi bà Charles F. Greber, và nhập biên chế vào ngày 14 tháng 5 năm 1945 dưới quyền chỉ huy của Hạm trưởng, Đại tá Hải quân Stanhope Cotton Ring.

## Lịch sử hoạt động

### 1945 - 1949
Hoàn tất việc trang bị tại khu vực Seattle, Washington vào ngày 23 tháng 5, 1945, Siboney lên đường vào ngày 31 tháng 5 để đi San Diego, California, và tiến hành chạy thử máy tại vùng vịnh cho đến ngày 3 tháng 8. Chiếc tàu sân bay sau đó nhận lên tàu bom đạn, máy bay và nhân sự thuộc Phi đoàn 36, rồi lên đường vào ngày 8 tháng 8 để hướng đến quần đảo Hawaii. Tuy nhiên, Nhật Bản đã chấp nhận đầu hàng vào ngày 15 tháng 8, một ngày trước khi con tàu đi đến Trân Châu Cảng; và sau khi chất dỡ nhân sự và hàng hóa khỏi tàu, nó ở lại đây cho đến đầu tháng 9, khi nó lên đường đi Okinawa ngang qua các quần đảo Marshall, Caroline và Philippine.
Siboney khởi hành từ vịnh Buckner, Okinawa vào ngày 5 tháng 10 để đi đến đảo Honshū, Nhật Bản. Trên đường đi, nó tham gia vào việc tìm kiếm tung tích Chuẩn đô đốc William Dodge Sample, bị mất tích cùng chiếc thủy phi cơ Martin PBM Mariner từ ngày 2 tháng 10. Con tàu dừng tại Honshū từ ngày 9 đến ngày 11 tháng 10, rồi tiếp tục tham gia việc tìm kiếm, nhưng không mang lại kết quả. Nó hoạt động tại khu vực vịnh Tokyo từ ngày 24 tháng 10 đến ngày 16 tháng 11, 1945, khi nó được lệnh quay trở về Hoa Kỳ. Sau khi ghé qua Saipan, Manila, Hong Kong, Guam và Trân Châu Cảng, nó về đến San Diego vào ngày 23 tháng 1, 1946. Con tàu tiếp tục được phái sang khu vực Tây Thái Bình Dương từ ngày 15 tháng 2 đến ngày 7 tháng 5.
Siboney sau đó được điều động sang vùng bờ Đông; nó rời San Diego vào ngày 9 tháng 6, 1947, và đi đến Norfolk, Virginia vào ngày 26 tháng 6. Nó hoạt động từ căn cứ này và tại vịnh Guantánamo, Cuba cho đến tháng 11, khi nó được cho ngừng hoạt động. Đến tháng 3, 1948, con tàu được cho hoạt động trở lại, và sang tháng 5 đã làm nhiệm vụ vận chuyển máy bay của Không quân Hoa Kỳ đến Yesilkoy, Thổ Nhĩ Kỳ. Sau khi quay trở về Norfolk trong một tháng, nó thực hiện một chuyến đi khác sang vùng Cận Đông trước khi đi vào Xưởng hải quân Boston vào tháng 10, 1948 cho một đợt đại tu kéo dài ba tháng.
Siboney khởi hành từ Boston, Massachusetts vào tháng 1, 1949 cho một đợt huấn luyện ôn tập tại vịnh Guantánamo. Sau đó hó hoạt động cùng Hạm đội Đại Tây Dương cho đến ngày 6 tháng 12, 1949, khi nó được cho xuất biên chế và đưa về Hạm đội Dự bị Đại Tây Dương tại Philadelphia, Pennsylvania.

### 1950 - 1956
Sự kiện chiến tranh nổ ra tại Triều Tiên vào tháng 6, 1950 đã khiến gia tăng nhu cầu về tàu chiến các chủng loại có khả năng hoạt động, vì vậy Siboney được đưa trở lại hạm đội hiện dịch vào ngày 22 tháng 11, 1950. Nó ra khơi vào ngày 2 tháng 2, 1951 và được cho đặt cảng nhà tại Norfolk, rồi lên đường để thực hành huấn luyện tại khu vực vịnh Guantánamo từ ngày 27 tháng 2 đến ngày 10 tháng 4. Sau đó nó hoạt động tại vùng biển Canada trong tháng 7, rồi được phái sang Địa Trung Hải từ tháng 9 đến ngày 14 tháng 11 để hoạt động phối hợp cùng các đơn vị khác trong Khối NATO.
Siboney tham gia những cuộc thử nghiệm đánh giá và chuẩn nhận hoạt động tàu sân bay cho các kiểu A-1 Skyraider và F4U Corsair vào tháng 1, 1952; nó cũng tiến hành những thử nghiệm về khái niệm cất cánh thẳng đứng, sử dụng máy bay trực thăng của Thủy quân Lục chiến. Con tàu được hiện đại hóa tại Xưởng hải quân Norfolk trước khi gia nhập trở lại hạm đội vào ngày 20 tháng 1, 1953, và sau những đợt thực tập huấn luyện tại vùng biển Caribe, nó hoạt động cùng một đội tìm-diệt tàu ngầm tại Đại Tây Dương cho đến tháng 8. Chiếc tàu sân bay hộ tống lại được phái sang phục vụ cùng Đệ lục Hạm đội tại Địa Trung Hải từ ngày 16 tháng 9 đến ngày 1 tháng 12.
Trong giai đoạn 1954 - 1955, Siboney chủ yếu hoạt động dọc theo vùng bờ Đông trải rộng từ New England cho đến vùng biển Caribe, cùng những chuyến đi thực tập cho học viên sĩ quan sang Tây Ban Nha vào mùa Hè. Nó được đại tu tại Xưởng hải quân Philadelphia từ ngày 28 tháng 9, 1954 đến ngày 22 tháng 1, 1955, rồi tiếp tục hoạt động dọc theo vùng bờ Đông cho đến ngày 4 tháng 10, khi nó chất lên tàu rất nhiều hàng tiếp liệu rồi lên đường hướng sang vùng vịnh Mexico. Từ đó cho đến ngày 19 tháng 10, máy bay trực thăng cất cánh từ tàu sân bay thực hiện những phi vụ giải cứu và vận chuyển hàng cứu trợ cho cư dân Tampico, Mexico vốn bị tàn phá bởi một cơn bão và lụt lội tiếp theo.
Siboney tiếp tục phục vụ dọc theo vùng bờ Đông từ tháng 1 đến tháng 5, 1956. Nó thực hiện lượt biệt phái sau cùng tại Địa Trung Hải cùng Đệ lục Hạm đội từ ngày 26 tháng 5 đến ngày 6 tháng 7, rồi đi đến Philadelphia vào ngày 27 tháng 7. Con tàu xuất biên chế bốn ngày sau đó và đưa về Hạm đội Dự bị Đại Tây Dương. Đang khi trong thành phần dự bị, nó được xếp lại lớp như một tàu vận chuyển máy bay AKV-10 vào ngày 7 tháng 5, 1959, nhưng không bao giờ hoạt động trở lại. Cuối cùng tên nó được cho rút khỏi danh sách Đăng bạ Hải quân vào ngày 1 tháng 6, 1970, và con tàu được bán cho hãng Union Minerals and Alloys Corps. một năm sau đó để tháo dỡ.